# Turkmenistán en los Juegos Olímpicos de Río de Janeiro 2016
Turkmenistán participa en los Juegos Olímpicos de 2016 en Río de Janeiro, Brasil, del 5 al 21 de agosto de 2016.
El nadador Merdan Ataýew fue el abanderado durante la ceremonia de apertura.

## Atletas
Atletismo
- Amanmurad Hommadov (lanzamiento de martillo masculino)
- Yelena Ryabova (100 metros femenino)

Boxeo
- Arslanbek Achilov (peso medio masculino)

Halterofilia
- Hojamuhammet Toychyyev (+ 105 kg masculino)
- Gulnabat Kadyrova (- 69 kg femenino)

Judo
- Gulbadam Babamuratova (-52 kg femenino)
- Rushana Nurjavova (-57 kg femenino)

Natación
- Merdan Ataýew (100 metros estilo espalda masculino)
- Darya Semyonova (100 metros estilo pecho femenino)